# 尤拉克卡卡山
10°25′48″S 76°54′8″W / 10.43000°S 76.90222°W
尤拉克卡卡山（Yuraq Qaqa），是秘魯的山峰，位於該國中南部利馬大區的卡哈坦博省，處於普馬林里山西南面，屬於安第斯山脈中瓦伊瓦什山脈的一部分，海拔高度5,000米。